# شاه غدار السفلي (بيرتاج)
شاه غدار السفلی (بالفارسية: شاه گدار سفلی) هي قرية تقع في إيران في قسم بیرتاج الريفي. يقدر عدد سكانها بـ 116 نسمة .